# Лубское
Лубское (укр. Лубське) — село, входит в Макаровский район Киевской области Украины.
Население по переписи 2001 года составляло 53 человека. Почтовый индекс — 08072. Телефонный код — 4578. Занимает площадь 0,255 км². Код КОАТУУ — 3222780603.

## Местный совет
с. Бишів, вул. Київська, 48  (укр.)